# William Waddington
Pour les articles homonymes, voir Waddington.
William Henry Waddington, né le 11 décembre 1826 à Saint-Rémy-sur-Avre (Eure-et-Loir) et mort le 13 janvier 1894 à Paris (Seine), est un homme d'État, diplomate et archéologue français. Il a été président du Conseil du 4 février au 28 décembre 1879.

## Biographie
William Henry Waddington est le fils d'un filateur écossais établi en France. Il se fait naturaliser français, tout en ayant étudié à Rugby et au Trinity College de Cambridge (Great Classics). En 1849, il représente Cambridge dans la Boat Race, course d'aviron qui oppose chaque année cette université à celle d'Oxford.
En 1861-1862, il voyage en Syrie en compagnie de Melchior de Vogüé, notamment en Syrie du Sud (Hauran) où il recopie nombre d'inscriptions grecques et latines qui sont à la base du premier recueil systématique d'inscriptions pour cette région. Élu à l'Académie des inscriptions et belles-lettres en 1865, il est un des fondateurs de l'École pratique des hautes études en 1868.
En 1871, il est élu député républicain, président du conseil général de l'Aisne, et devient membre de la Commission des Trente, chargée de rédiger une constitution pour la France en 1873. Il devient proche de Jules Dufaure qui le nomme ministre de l'instruction publique, poste qu'il ne conserve que sept jours. En 1876, il est élu sénateur. Au retour de Jules Dufaure, il est à nouveau ministre de l'instruction (1876/1877), puis ministre des Affaires étrangères (1878/1879). Il est le représentant de la France au Congrès de Berlin (1878).
En 1879, pendant la crise politique qui conduit à la démission du président Mac Mahon, le président du Conseil, Jules Dufaure, chef des républicains, décide de démissionner à 81 ans. Pour le remplacer, le nouveau président, Jules Grévy, qui ne veut nommer ni Gambetta, figure historique de la République qui lui ferait trop d'ombre, ni son partisan, Ferry, trop protectionniste pour cette majorité plutôt libérale, leur préfère Waddington, une personnalité de second plan du gouvernement précédent.
Dans son cabinet, William Waddington conserve le ministère des Affaires étrangères et confirme plusieurs hommes dans leurs fonctions : le général Gresley à la Guerre, Léon Say aux Finances, Charles de Freycinet aux Travaux publics et Émile de Marcère à l’Intérieur et aux Cultes. Il nomme Jules Ferry à l'Instruction et Le Royer (avocat de formation) à la Justice.
À la mi-février, la Chambre adopte, sans la voter, La Marseillaise comme hymne national officiel. En effet, en 1795, la Convention avait fait de ce chant le « chant national » par une loi qui n'avait jamais été abrogée, mais était seulement tombée en désuétude. Les députés n’ont fait que la confirmer. Dans les jours qui suivent, Waddington fait adopter par la Chambre une loi d'amnistie partielle concernant les Communards. Ces deux lois rapidement adoptées (Marseillaise et amnistie), frappent l'opinion et Waddington transforme ainsi son cabinet de transition en gouvernement durable. Il a désormais l'assise pour gouverner réellement. Début mars, Grévy fait nommer son frère Albert gouverneur d’Algérie en remplacement du général Chanzy.
Plusieurs ministres sont mis en difficulté. Son ministre de l'Intérieur, Émile de Marcère, est accusé de pression administrative afin de protéger un préfet et est contraint à la démission. Pour le remplacer, Waddington nomme le ministre de l'Agriculture, Charles Lepère (avocat et journaliste républicain). Le 8 mars, une commission d'enquête sur les événements du 16 mai 1877 (conflit entre Mac Mahon et Jules Simon ayant entraîné la chute de ce dernier) met en accusation les deux tombeurs de Simon, le général de Rochebouët et le duc de Broglie ainsi que l'ancien ministre de l'Intérieur, Fourtou. Or, la Chambre refuse cette mise en accusation. Fin mars, le ministre des Finances, Say, est impliqué dans un vaste délit d'initié et est prêt à démissionner, ce qui entraînerait la chute de Waddington. Gambetta affirme alors qu'il souhaite que Waddington reste en place et réussit à sauver Say.
Fin mai, Waddington qui entend continuer son train de réformes, demande au parlement de modifier la constitution afin de permettre le retour de la Chambre des députés à Paris (en effet, elle se trouve toujours à Versailles depuis la Commune), mais le Sénat refuse et Waddington doit s'incliner. Le 1er juin, le prince Napoléon, alors engagé dans l'armée britannique, effectue une patrouille en Afrique australe et est tué par des Zoulous. La mort de ce prince jeune, intelligent et populaire parmi le peuple français réduit grandement les chances de restauration impériale auxquelles les bonapartistes commençaient à croire depuis qu’ils étaient devenus la première force politique d'opposition du pays. À la mi-juin, Waddington joue son va-tout et menace le Sénat de démissionner si la Chambre des députés ne revient pas à Paris : le Sénat s'incline et accepte. Dans les jours qui suivent, la Chambre adopte le projet de loi présenté par Jules Ferry qui interdit l'enseignement aux congrégations non autorisées. Rapidement, le parlement décide de faire officiellement revenir la Chambre à Paris et affecte le Palais du Luxembourg au Sénat et le Palais Bourbon à la Chambre. Fin juillet, la Chambre adopte une loi interdisant l'entrée dans les conseils d'administration des hospices à toute personne occupant des fonctions dans le clergé.
À la mi-octobre, les Allemands s’allient à l’Autriche : c’est la Duplice. Le 2 décembre, l'extrême-gauche radicale menée par Clemenceau attaque violemment Waddington et demande un vote de confiance vis-à-vis du gouvernement. Par cela, Clemenceau espère que la droite arrêtera de s'abstenir systématiquement comme elle le fait depuis deux ans et qu'elle votera avec les radicaux contre le gouvernement. Mais la droite reste neutre. Résultat : pour Waddington 221 voix ; contre 97. Clemenceau récidive le 16 décembre et cette fois, la droite se range derrière lui. Résultat : pour Waddington 250 voix ; contre 175. Waddington l'emporte à nouveau, mais le score est nettement plus serré et Waddington entrevoit alors le moment où il sera désavoué par la Chambre; il préfère démissionner dès ce moment. Le président Grévy doit donc le remplacer et veut en profiter pour changer de stratégie. Son principal but est d'empêcher Gambetta d'arriver au pouvoir, et il sait qu’il n'aura pas deux fois la chance qu'il a eue avec Waddington (c'est-à-dire de nommer un personnage de troisième plan qui se révèle un réel homme d'État et un chef très populaire). Il décide donc de mettre à la tête du gouvernement un homme déjà populaire, compétent et expérimenté : son choix se porte sur le ministre des Travaux publics, Charles de Freycinet.
De 1883 à 1893, Waddington occupe les fonctions d'ambassadeur de France à Londres, ce qui constitue un cas unique d'un sujet britannique représentant un autre pays auprès du sien propre.
Waddington meurt des suites d'une albuminurie dont il souffrait depuis longtemps et qui s'était subitement aggravée. Il est inhumé au cimetière du Père-Lachaise à Paris (16e division).

### Famille
Frère de Richard Waddington et cousin de Charles-Pendrell Waddington, il épouse Mathilde Lutteroth, fille de Henri Lutteroth, puis Mary Alsop King. Son fils, Francis Richard Waddington, épousera la fille de l'amiral Sallandrouze de Lamornaix.

## Mandats électifs
- 1871 : député (du centre gauche),
- 1876 à 1894 : sénateur de l'Aisne. Battu aux élections sénatoriales le 6 janvier 1894, il meurt le 13 janvier suivant.

## Responsabilités ministérielles
- 1873 : ministre de l'Instruction publique
- 1877 : ministre de l'Instruction publique
- 1877-1879 : ministre des Affaires étrangères - représentant français au Congrès de Berlin
- 4 février 1879-21 décembre 1879 : président du Conseil et ministre des Affaires étrangères (voir gouvernement William Henry Waddington)

## Autres responsabilités
- 1883-1893 : ambassadeur de France au Royaume-Uni, en poste à Londres

## Œuvres
- [1853] « Voyage en Asie-Mineure au point de vue numismatique » (155 p.), Numismatique, vol. 26,‎ 1853 (lire en ligne).
- [1861] Mélanges de numismatique et de philologie, éd. Camille Rollin et Feuardent, 114 p. (lire en ligne).
- [1864] Édit de Dioclétien établissant le maximum dans l'Empire romain, éd. Firmin Didot, 47 p. (lire en ligne)
- [1870] Inscriptions grecques et latines de la Syrie, éd. Firmin Didot, 23 p. (lire en ligne).
- [Le Bas et al., 1877 ?] Ph. Le Bas (dir.), Waddington (et Le Bas : t. III. 1re partie), Paul François Foucart (2e partie) et Eugène Landron (dessin.), Voyage archéologique en Grèce et en Asie Mineure fait par ordre du gouvernement français pendant les années 1843 et 1844, éd. Firmin Didot, 162 p. (présentation en ligne, lire en ligne), p. 166-1073 : planches.

## Divers
William Henry Waddington était possesseur d'une importante collection numismatique, acquise en 1897 par le Cabinet des médailles de la Bibliothèque nationale de France.